# Desaparición de Miguel Bru

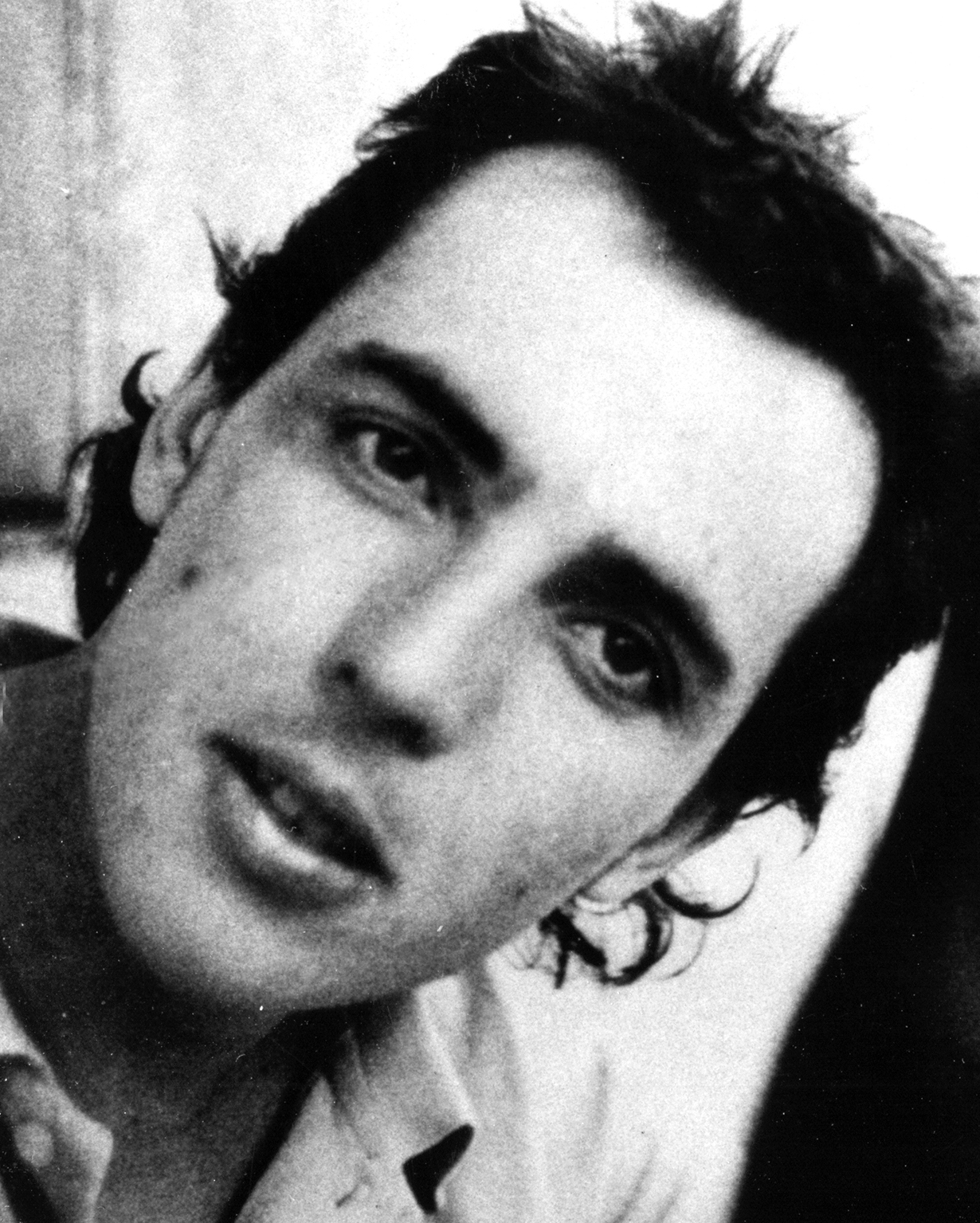
Miguel Bru

La desaparición de Néstor Miguel Bru es el caso de un estudiante de periodismo desaparecido el 17 de agosto de 1993 luego de haber sido detenido y torturado en la comisaría 9a. de La Plata. El caso Miguel Bru llegó a juicio oral y público en 1999. Su muerte quedó comprobada a través de testigos y pruebas. 
El 17 de mayo de 1999 la justicia condenó a los policías Justo José López y Walter Abrigo (fallecido) a prisión perpetua por tortura seguida de muerte, privación ilegal de la libertad y falta de deberes de funcionario público.
El de Miguel Bru fue el primer juicio por un desaparecido en democracia, que obtuvo sentencia firme en 2003 por la Suprema Corte Bonaerense. Desde ese día, la pregunta que motoriza su búsqueda, ¿Dónde está Miguel?, liderada incansablemente por su madre Rosa Schoenfeld de Bru, su familia, amigos, compañeros y organizaciones, no ha encontrado respuesta. Su cuerpo aún continúa desaparecido.   

## La víctima
Néstor Miguel Bru nació el 16 de julio de 1970  en Pigüé. Tenía 23 años y estudiaba en la Facultad de Periodismo de la Universidad Nacional de La Plata cuando fue detenido ilegalmente y torturado hasta su muerte por policías de la Comisaría 9.ª de la ciudad de La Plata, el 17 de agosto de 1993.

## Desaparición
Miguel vivía en una casa tomada en La Plata, con integrantes de su banda rock-punk, Chempes 69, donde también ensayaban. Allí mismo había sido víctima de dos allanamientos ilegales por personal de la Comisaría 9.ª de La Plata. La primera vez fue realizado con la excusa de la denuncia de vecinos por ruidos molestos, aunque nunca se supo quién fue el denunciante, y la segunda haciendo alusión a un supuesto robo a un quiosco que no logró ser identificado. Miguel Bru sentó precedente efectuando la denuncia del personal policial. La policía nunca reconoció estos hechos.
Al día siguiente de la desaparición, encabezados por su madre, Rosa Schoenfeld de Bru -una figura crucial en la búsqueda de Justicia y hoy reconocida como referente de la lucha contra la violencia institucional- estudiantes de la facultad, familiares y amigos, preocupados por su ausencia y por algunos indicios (como la aparición, a la vera de un río de sus efectos personales), comenzaron a organizar la búsqueda.
Desde su desaparición se realizaron más de 38 rastrillajes de búsqueda. Los últimos rastrillajes realizados se llevaron a cabo en mayo de 2018 en la Comisaría 9.ª y en la zona cercana a playa Bagliardi en la localidad de Berisso.
La investigación al principio estuvo en manos del juez Amílcar Vara quien fue destituido, acusado por encubrir a los policías involucrados en la desaparición y muerte de Miguel y por otros 26 casos que involucraban a policías, entre ellos, el de Andrés Núñez- después de un proceso de enjuiciamiento.
Veinticinco años después, su familia y la Asociación Asociación Civil Miguel Bru piden que el único detenido en la actualidad, Justo José López, así como el resto de los policías involucrados o cualquier persona que pueda brindar datos, los acerquen. 30 años después de su desaparición, Carolina Villanueva, su novia en ese momento, sigue reclamando información para que "Rosa, su madre, lo pueda enterrar".
Así nació la Comisión de Familiares, Amigos y Compañeros de Miguel Bru, hoy Asociación Civil Miguel Bru, organización apadrinada por León Gieco que patrocina y asesora casos de violencia institucional y desarrolla actividades culturales de inclusión social. En sus inicios, tenía como sede de trabajo y punto de referencia a la Facultad de Periodismo y Comunicación Social de la UNLP.

## El juicio
A partir de las declaraciones de detenidos en la Comisaría 9.ª que oficiaron de testigos del caso, pudo saberse que Miguel Bru fue ingresado en esa seccional el 17 de agosto de 1993, entre las 11 y 12 de la noche. Los presos, al escuchar los gritos de Miguel, espiaron por las ventanas de sus celdas y vieron cómo fue torturado hasta la muerte. Además se realizó una pericia caligráfica sobre el libro de guardia de la seccional, en donde se asienta la entrada y salida de detenidos. En él había sido escrito el nombre de Miguel Bru, y luego borrado.
El 17 de mayo de 1999 los policías Walter Abrigo y Justo López fueron condenados a prisión perpetua como autores materiales del crimen. En el mismo juicio recibieron una pena de tres años el comisario Juan Domingo Ojeda (al frente de la Comisaría 9.ª al momento de la desaparición de Miguel Bru) y el suboficial Ramón Cerecetto. Otros tres oficiales fueron imputados por el crimen el mismo año, pero la causa fue archivada en 2004 sin producir sanciones. 

## Vigilia-homenaje
Cada 17 de agosto se conmemora la desaparición y el asesinato, y se reitera la pregunta "Dónde está Miguel?" en una vigilia frente a la Comisaría 9.ª de La Plata, con la participación de la familia, la Asociación Miguel Bru, amigos y vecinos.  
La primera vigilia fue en 1999, después del juicio, y de ella participaron los más allegados. Desde el 2000, la familia y amigos convocan a organizaciones de derechos humanos y de lucha contra la violencia institucional a acompañar desde las 19hs hasta las 2 de la madrugada. En el juicio quedó demostrado que en el transcurso de esas horas Miguel fue llevado a la comisaría, torturado hasta la muerte y sacado de allí sin vida.
Cada vigilia es un homenaje, una conmemoración simbólica y la reafirmación de la lucha para reclamar la aparición de su cuerpo, se proyectan videos, hay una radio abierta y actividades culturales de la Asociación Miguel Bru y de la Casa de Cultura y Oficios Miguel Bru que la misma organización creó en la Ciudad de Buenos Aires como un modo de recordarlo.